# Tân Hùng (Bắc Ngụy)
Tân Hùng (chữ Hán: 辛雄, 485 – 534), tự Thế Tân, người Địch Đạo, Lũng Tây , quan viên cuối đời Bắc Ngụy.

## Khởi nghiệp
Cha là Tân Sướng, tự Ấu Đạt, được làm Đại tướng quân Tư nghị tham quân, Nhữ Nam, Hương Quận 2 quận thái thú; trong niên hiệu Thái Hòa thời Bắc Ngụy Hiếu Văn đế, Sướng được làm Trung chánh của bản quận. Hùng tính hiếu thảo, đọc nhiều sách vở, thích học thuyết Hình danh, hành vi liêm cẩn, trong sạch, không kết bạn bừa bãi, vui giận không lộ ra mặt. Ban đầu Hùng được làm Phụng triều thỉnh, biết tin cha phát bệnh ở quận, ông tự xin về, đêm ngày chăm sóc. Đến khi phục vụ tang sự, mệt mỏi đến bất tỉnh, được người đời khen ngợi.
Đầu niên hiệu Chánh Thủy thời Bắc Ngụy Tuyên Vũ đế, Hùng được trừ chức Cấp sự trung, trải qua 10 năm không được thăng chức.

## Thời Hiếu Minh đế
Thanh Hà vương Nguyên Dịch làm Tư không, vời Hùng làm Hộ tào tham quân, Nhiếp điền tào sự (thay mặt Dịch coi việc quản lý nông nghiệp và ngư nghiệp). Dịch được thăng làm Tư đồ, Hùng tiếp tục làm Hộ tào tham quân cho ông ta. Hùng đảm đương những việc nặng nhọc, kiện tụng rắc rối; ông giữ thái độ ngay thẳng, ngày càng tinh tường, chánh sự qua tay ông được xử lý gọn ghẽ, không ai không thán phục. Dịch xem trọng Hùng, nói với mọi người rằng: “Muốn không còn kiện tụng, đã có Tân Hùng đây.” Nhờ vậy mà Hùng nổi danh. Dịch được thăng làm Thái úy, Hùng lại làm Ký thất tham quân cho ông ta. Trong niên hiệu Thần Quy thời Hiếu Minh đế, Hùng được trừ chức Thượng thư giá bộ lang trung, chuyển làm Tam công lang. Năm ấy, triều đình sa thải các viên Lang, chỉ có Hùng và bọn Dương Thâm 8 người được giữ lại (thay thế những người bị sa thải ấy là bọn Lý Diễm).
Trước đó, Ngự sử trung úy, Đông Bình vương Nguyên Khuông muốn chở quan tài để can ngăn, Thượng thư lệnh, Nhâm Thành vương Nguyên Trừng hặc Khuông tội Đại bất kính, có chiếu tha chết làm dân. Hùng tâu lên để nói lý cho Khuông, ít lâu sau Khuông được trừ chức Long tương tướng quân, Bình Châu thứ sử. Hữu bộc xạ Nguyên Khâm nói với Tả bộc xạ Tiêu Bảo Dần rằng rằng: “Tài năng như Tân lang trung, trong tỉnh không ai sánh bằng.” Bảo Dần nói: “Tôi nghe Du bộc xạ (tức Du Triệu) nói: ‘Có được 4, 5 người như Hùng cùng lo việc, là đủ rồi.’ Bây giờ mới khen, sao mà muộn thế.”
Ban đầu Đình úy thiếu khanh Viên Phiên cho rằng người đã phạm tội thì quen thói nhờ vả hòng chạy tội, vì thế kiến nghị nếu kẻ ấy sẵn có tiếng xấu, không cần điều tra mà lập tức kết án. Hiếu Minh đế giáng chiếu lệnh cho Môn hạ tỉnh, Thượng thư tỉnh, Đình úy nghị luận; Hùng phản đối vì điều này tạo điều kiện cho quan lại lạm quyền. Tiếp đó Hùng dựa vào kinh nghiệm bản thân mà chỉ ra 6 ngoại lệ cần thay đổi phương pháp tra án hoặc nguyên tắc kết án, triều đình nghe theo. Từ ấy về sau, mỗi khi triều nghị, Hùng tham gia giải quyết khó khăn với công khanh, nhiều ý kiến được chấp nhận, ngày càng trở nên nổi tiếng. Hùng lại làm “Lộc dưỡng luận” (bàn về việc hưu trí của quan lại), cho rằng không nên ấn định độ tuổi một cách cứng nhắc, Hiếu Minh đế nghe theo. Sau đó Hùng rời chức vì tang mẹ. Xong lễ trăm ngày, Hữu bộc xạ Nguyên Khâm tâu xin cho Hùng được khởi phục làm Lang. Ít lâu sau Hùng được kiêm Ti Châu biệt giá, gia hiệu Tiền quân tướng quân.
Năm Hiếu Xương đầu tiên (525), Từ Châu thứ sử Nguyên Pháp Tăng dâng thành đầu hàng nhà Lương, nên tướng Lương là Dự Chương vương Tiêu Tống đến chiếm cứ Bành Thành. Khi ấy triều đình đã sai Đại đô đốc, An Phong vương Nguyên Duyên Minh đốc Lâm Hoài vương Nguyên Úc tiến đánh, nhưng quân Ngụy lần lữa không tiến, vì thế giáng chiếu cho Hùng làm phó của sử giả là Thái thường thiếu khanh Nguyên Hối, được cấp Tề Khố đao, cầm cờ tiết, chạy trạm dịch để thúc giục bọn Nguyên Duyên Minh ra quân, có quyền xử chém. Hiếu Minh đế còn dặn dò Hùng rằng Nguyên Hối là hoàng thân, chỉ là chánh sứ trên danh nghĩa, mọi việc đều trông cậy vào ông. Sứ đoàn gặp quân đội, thúc ép bọn họ tiến đến Từ Châu, khiến Tiêu Tống xin hàng. Ký Châu thứ sử Hầu Cương khải trình lấy Hùng làm Trưởng sử, Hiếu Minh đế cho rằng ông thạo việc đời, không đồng ý, sau đó đổi Hùng làm Tư không trưởng sử. Vì thế đại thần hâm mộ danh vọng của Hùng, muốn mời làm liêu tá, nhưng ông đều không nhận lời.
Bấy giờ khởi nghĩa Lục trấn nổi lên, lại thêm quân nhà Lương xâm phạm, thủ lĩnh tộc Kê Hồ là Lưu Lễ Thăng xưng đế; Hiếu Minh đế muốn thân chinh, lấy Kinh Châu làm mục tiêu đầu tiên, giáng chiếu lấy Hùng làm Hành đài tả thừa, theo tiền quân của Lâm Hoài vương Nguyên Úc đi Diệp Thành, trong khi biệt tướng Bùi Diễn tây tiến để thông suốt Nha lộ . Trong khi Diễn lần lữa không tiến thì Úc đã đến Nhữ Tân. Huyện Bắc Dục cầu cứu , Úc cho rằng đông tây phân biệt, không muốn tiếp ứng, Hùng nêu cao đạo nghĩa để khuyên giải, Úc đồng ý nhưng đòi ông cùng đi; Hùng lại nhận định kẻ địch nghe tin hoàng đế thân chinh ắt sẽ không dám đối đầu, nên đáp ứng, theo Úc ra quân, đòi ông ta tiến gấp. Quả nhiên quân nhà Lương nghe tin quân Ngụy đến thì tan chạy. Hùng dâng sớ đề nghị Hiếu Minh đế tăng cường thưởng phạt để nâng cao sĩ khí.
Gặp lúc chức Hữu thừa bỏ trống, Hiếu Minh đế giáng chiếu cho Bộc xạ, Thành Dương vương Nguyên Huy tiến cử, Huy bèn chọn Hùng, vì thế ông được trừ chức Phụ quốc tướng quân, Thượng thư hữu thừa; sau đó được chuyển làm Lại bộ lang trung, rồi thăng làm Bình đông tướng quân, Quang lộc đại phu, lang trung như cũ. Hùng dâng sớ đề nghị thay đổi phương pháp tuyển cử nhân tài, nhưng đúng lúc Hiếu Minh đế băng.

## Thời Hiếu Trang đế
Trước đó Tiêu Bảo Dần xưng đế ở Ung Châu, người trong thành là bọn Hầu Chúng Đức đánh đuổi ông ta, triều đình đã đồng ý phong tước cho họ. Vì vậy có chiếu cho Hùng kiêm Thượng thư, làm Quan Tây thưởng huân đại sứ, nhưng ông chưa lên đường thì Nhĩ Chu Vinh tiến vào Lạc Dương, gây ra biến cố Hà Âm. Lòng người chưa yên, Hùng trốn lánh không xuất hiện, Hiếu Trang đế chưa tìm được ông nhưng vẫn lấy làm Độ chi thượng thư, An nam tướng quân. Sau đó Nguyên Hạo được quân nhà Lương đưa vào Lạc Dương, Bắc trung lang tương Dương Khản có công tòng giá, Hiếu Trang đế lấy ông ta làm Thượng thư. Đến khi xa giá quay về Lạc Dương, Hiếu Trang đế lại triệu Hùng, lần này ông diện kiến, từ chối chức Thượng thư, nhưng đế khuyên giải, rồi cởi chức của Dương Khản để trao cho ông.
Ít lâu sau, có chiếu cho Hùng giữ bản quan kiêm Thị trung, Quan Tây úy lao đại sứ. Sắp lên đường, Hùng xin 5 điều: không đòi tô thuế nợ đọng, bãi giảm lao dịch, lệnh cho quan viên địa phương thi hành tiết kiệm, trao hư chức cho kỳ lão địa phương, biểu dương tấm gương hiếu đễ địa phương. Hiếu Trang đế nghe theo, đối với kỳ lão 70 tuổi thì trao chức huyện lệnh, 80 thì trao chức quận thú, 90 thì thêm hiệu Tứ phẩm tướng quân, 100 thì thêm hiệu Tam phẩm tướng quân.
Năm Vĩnh An thứ 3 (530), Hùng được thăng Trấn nam tướng quân, Đô quan thượng thư, Hành Hà Nam doãn.

## Vài năm cuối đời
Năm Phổ Thái đầu tiên (531) thời Tiết Mẫn đế, Hùng được làm Trấn quân tướng quân, Điện trung thượng thư, còn được gia Vệ tướng quân, Hữu quang lộc đại phu, Tần Châu đại trung chánh.
Trong niên hiệu Thái Xương (532) thời Hiếu Vũ đế, Hùng lại được trừ chức Điện trung thượng thư, kiêm Lại bộ thượng thư; sau đó trừ thụ Xa kỵ đại tướng quân, Tả quang lộc đại phu, vẫn làm thượng thư. Tháng 3 ÂL năm Vĩnh Hy thứ 2 (533), Hùng lại được kiêm Lại bộ thượng thư. Bấy giờ thân tín của Hiếu Vũ đế chuyên quyền ngang ngược, Hùng sợ họ gièm pha, không dám nắm giữ chánh sự, nên bị người đời chê bai. Hiếu Vũ đế tuần thú phía nam, Hùng được kiêm Tả bộc xạ lưu thủ kinh sư. Cuối niên hiệu Vĩnh Hi (534), Hùng được kiêm Thị trung.
Trong năm ấy, Hiếu Vũ đế bỏ chạy vào Quan Trung, Cao Hoan tiến vào Lạc Dương, tập hợp triều thần ở chùa Vĩnh Ninh, trách cứ thượng thư là Hùng và bọn Thôi Hiếu Phân, Lưu Khâm, Dương Cơ, kết tội họ không can gián hoàng đế rồi giết chết. Khi ấy Hùng được 50 tuổi, cả nhà bị hại, còn hai con trai Sĩ Xán, Sĩ Trinh trốn vào Quan Trung.